# Akil Gjakova
Akil Gjakova,né le 4 janvier 1996 à Peć, est un judoka kosovar.

## Carrière
Il remporte le titre des moins de 73 kg lors des Jeux de la Francophonie 2017, lors des Jeux méditerranéens de 2018 et lors des Championnats d'Europe 2021.
Il est nommé porte-drapeau de la délégation du Kosovo aux Jeux olympiques d'été de 2024 aux côtés de sa sœur Nora Gjakova.

## Palmarès

### Championnats d'Europe
- Médaille d'or aux Championnats d'Europe 2021 à Lisbonne (-73 kg).
- Médaille d'or aux Championnats d'Europe open 2023 à Pristina (-73 kg).
- Médaille de bronze aux Championnats d'Europe 2023 à Montpellier (-73 kg).

### Jeux méditerranéens
- Médaille d'or aux Jeux méditerranéens de 2018 à Tarragone (-73 kg).
- Médaille de bronze aux Jeux méditerranéens de 2022 à Oran (-73 kg).

### Jeux de la Francophonie
- Médaille d'or aux Jeux de la Francophonie de 2017 à Nice (-73 kg).